# アラン・ホワイト
アラン・ホワイト（Alan White、1949年6月14日 - 2022年5月26日）は、イングランド出身のロック・ミュージシャン、ドラマー。
プログレッシブ・ロック・バンド「イエス」のメンバーとして知られる。また、イエスに在籍する前に「ビートルズ」のメンバーのソロ・アルバムや様々なセッションに参加した実績を持つ。
ローリング・ストーン誌選出「歴史上最も偉大な100人のドラマー」第35位。2017年、イエス名義で『ロックの殿堂』入り。

## 略歴

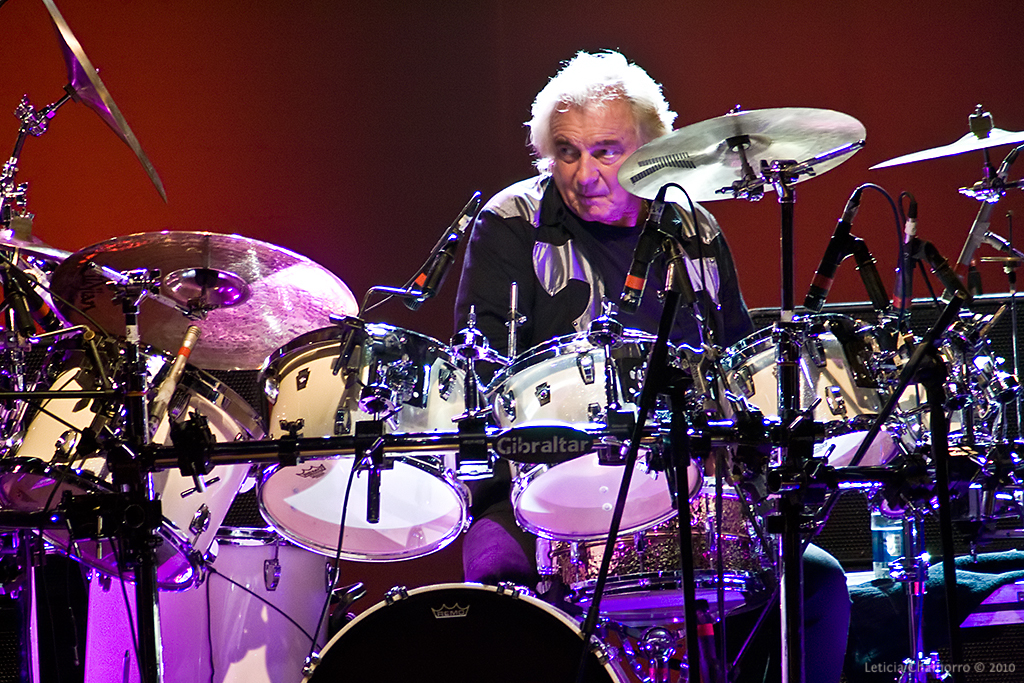
プレイ中のホワイト (2010年12月)

6歳でピアノを習い始めたが、彼が鍵盤を叩いているのをドラマーだった叔父が見て、彼の母親にドラム・キットを買い与えることを勧めたので、12歳の誕生日のプレゼントでキットをもらった。それから3カ月もしないうちにザ・ダウンビーツというバンドに加入してドラマーとしてステージに立った。ザ・ダウンビーツは2年後にザ・ブルー・チップスと改名してロンドンに行き、レコード会社と契約を結ぶまでになったが、成功を収めるには至らず解散した。その後ホワイトはカレッジに2年間通ったが、校長から自分の給料よりミュージシャンの収入のほうが高いと指摘されて、カレッジを辞めて音楽界に戻った。
ホワイトの経歴の大きな転機となったのが、1969年9月に「プラスティック・オノ・バンド」のメンバーとしてトロント・ロック・アンド・ロール・フェスティバルに出演したことだった。彼は当時、まだ無名のセッション・ドラマーだったが、突然ジョン・レノンから電話を受けて、翌日にカナダのトロントで開かれる同フェスティバルに一緒に出演してくれと頼まれた。彼は急遽ロンドンのヒースロー空港のV.I.P. ラウンジに赴き、レノン、オノ・ヨーコ、エリック・クラプトン、クラウス・フォアマンと出会って、彼等と一緒にプライベート・ジェット機に搭乗してトロントに向かった。機内では、レノンとクラプトンがアコースティック・ギターを弾き彼がシートの背もたれをスティックで叩いてリハーサルをした。このコンサートの音源はライブ・アルバム『平和の祈りをこめて（Live Peace in Toronto 1969）』に収録されて発表され、彼は一躍注目を集めるようになって、レノンのアルバム『イマジン』をはじめジョージ・ハリスン、ジェシ・エド・デイヴィス、ポール・コゾフなどのアルバムに参加。1972年2月には「ベル+アーク」のメンバーとしてドイツのロック番組『ビート・クラブ』に出演している映像が残っている。
1972年、「キング・クリムゾン」に加入するため脱退したビル・ブルーフォードの後任として「イエス」に加入した。ブルーフォードが脱退の決意を他のメンバーに伝えたのはイエスのアメリカ・ツアーが始まる僅か1週間前であった。当時ホワイトはローマでジョー・コッカーとのツアーを終えたばかりで、イエスから電話で急遽ロンドンに呼び戻されて加入を説得され、他のメンバーと大急ぎでリハーサルを行なってイエスの複雑な楽曲を学んで、数日後のツアーに臨んだ。このツアーからの音源を収録したライブ・アルバム『イエスソングス』（1973年）が彼のイエスでの初めての作品である。
ホワイトのドラム・スタイルは、ロックン・ロールの出身らしいパワフル、フラットかつタメのあるスローなタイム感が特徴であった。彼がイエスに加入した当時は、彼のスタイルと、ジャズに根ざした硬質でタイトかつ性急なアグレッションにあふれたブルーフォードのスタイルとの違いが、一部で話題になった。イエスにブルーフォードの後任にホワイトを薦めたのは共同プロデューサーのエディ・オフォードで、彼はイエスにはもう少しロック色が強いドラマーが必要なのでは、と考えたという。
彼のイエスでの初めてスタジオ・アルバム『海洋地形学の物語』（1973年）では、ピアノも担当した。
1976年、初のソロ・アルバム『ラムシャックルド』を発表。
2006年、リーダーバンド「ホワイト」の1stアルバム『White』を発表。
2007年にイエス関係者のビリー・シャーウッド、トニー・ケイと「サーカ」を結成し、アルバムとその後のツアーに参加するが、2作目のアルバムの録音前に脱退。
2017年、イエス名義で『ロックの殿堂』入り。
そのほか、様々なセッションやプロジェクトに関わる。
2022年5月26日、アメリカワシントン州ニューカッスルの自宅で死去。72歳没。

## ディスコグラフィ

### ソロ・アルバム
- 『ラムシャックルド』 - Ramshackled (1976年)

### クリス・スクワイア&アラン・ホワイト
- "Run with the Fox" (1981年)

### アラン・プライス・セット
- 『プライス・オン・ヒズ・ヘッド』 - A Price on His Head (1967年)
- The Amazing Alan Price (1967年)
- This Price is Right (1968年)

### ジョン・レノン and プラスティック・オノ・バンド
- 『平和の祈りをこめて』 - Live Peace in Toronto 1969 (1969年)
- 『インスタント・カーマ』 - Instant Karma! (1970年)
- 『イマジン』 - Imagine (1971年)
- 『サムタイム・イン・ニューヨーク・シティ』 - Some Time in New York City (1972年)

### ジョージ・ハリスン
- 『オール・シングス・マスト・パス』 - All Things Must Pass (1970年)
- 『ラダ・クリシュナ・テンプル』 - Radha Krsna Temple (1971年)

### イエス
ライブ・アルバム、コンピレーション・アルバム等の詳細はイエスの作品を参照
- 『イエスソングス』 - Yessongs (1973年) ※ライブ・アルバム
- 『海洋地形学の物語』 - Tales from Topographic Oceans (1973年)
- 『リレイヤー』 - Relayer (1974年)
- 『イエスタデイズ』 - Yesterdays (1975年) ※ベスト・アルバム
- 『究極』 - Going for the One (1977年)
- 『トーマト』 - Tormato (1978年)
- 『ドラマ』 - Drama (1980年)
- 『イエスショウズ』 - Yesshows (1980年) ※ライブ・アルバム
- 『クラシック・イエス』 - Classic Yes (1981年) ※ベスト・アルバム
- 『ロンリー・ハート』 - 90125 (1983年)
- 『9012ライブ』 - 9012Live: The Solos (1985年)
- 『ビッグ・ジェネレイター』 - Big Generator (1987年)
- 『結晶』 - Union (1991年)
- 『イエスイヤーズ』 - Yesyears (1991年) ※ベスト・アルバム
- 『トーク』 - Talk (1994年)
- 『キーズ・トゥ・アセンション』 - Keys to Ascension 1 (1996年)
- 『キーズ・トゥ・アセンション2』 - Keys to Ascension 2 (1997年)
- 『オープン・ユア・アイズ』 - Open Your Eyes (1997年)
- 『ラダー』 - The Ladder (1999年)
- 『ハウス・オブ・イエス』 - House of Yes - Live from House of Blues (2000年) ※ライブ・アルバム
- 『マグニフィケイション』 - Magnification (2001年)
- 『IN A WORD：ヒストリーBOX』 - In a Word (2002年) ※ライブ・アルバム
- 『アルティメイト・イエス』 - The Ultimate Yes (2004年) ※ベスト・アルバム
- 『ライヴ・イヤーズ』 - The Word Is Live (2005年) ※ライブ・アルバム
- 『フライ・フロム・ヒア』 - Fly From Here (2011年)
- 『ヘヴン&アース』 - Heaven & Earth (2014年)

### ホワイト
- White (2006年)

### ザ・シン
- Armistice Day (2007年)

### サーカ
- 『サーカ・ファースト・アルバム』 - CIRCA: 2007 (2007年)
- 『ライヴ』 - CIRCA: Live (2008年)

### トニー・レヴィン／デヴィッド・トーン／アラン・ホワイト
- Levin/Torn/White (2011年)